# Décoration militaire (France, 1791)
Pour la notion de décoration militaire, voir Décoration militaire.
La Décoration militaire a été créée en 1791 par l'Assemblée nationale constituante, entraînant la suppression des ordres militaires de l'Ancien Régime et l'interdiction du port de leurs insignes.
Le décret du 1er janvier 1791 supprime  l'ordre royal et militaire de Saint-Louis et l'institution du Mérite militaire, qui sont remplacés par une seule et même distinction, la Décoration militaire. 
L'article premier de ce décret précise que « la Décoration militaire sera accordée aux officiers de toutes armes et de tous les grades à vingt-quatre ans de services révolus ». Cette nouvelle décoration ne fait plus  référence à la religion, alors que la croix de Saint-Louis était réservée aux officiers catholiques.
L'insigne décerné reste toutefois la croix de chevalier de Saint-Louis.
Le 30 juillet 1791, la Constituante supprime tous les ordres de chevalerie, interdit le port de leurs décorations, et leurs mentions sur les actes officiels. Le décret précise : « les militaires pourront continuer de porter et de recevoir la Décoration militaire existante ».
Par le décret du 26 septembre 1791, le serment au roi exigé aux récipiendaires  est définitivement supprimé, effaçant ainsi le dernier symbole d'un ordre de chevalerie féodale.
L'Assemblée législative projette de démocratiser la décoration en l'accordant en fonction de la valeur militaire et jusqu'au simple soldat. 
Ainsi, le 31 mai 1792, le député Thomas-François Treil-Pardailhan propose la création d'une récompense militaire accordée à tous ceux qui se distingueront à l'armée, quel que soit leur grade. La décoration figurerait « deux branches de laurier, formant une couronne civique » (la  Légion d'honneur a repris ce symbole).
Le 21 septembre 1792, la monarchie est abolie par la Convention. La Décoration militaire, qui reste l'héritière de l'ordre royal et militaire de Saint-Louis, est supprimée par le décret du 15 octobre 1792.
 
Elle a été décernée à 5 424 titulaires.